# 格罗斯泰特
格罗斯泰特（英語：Grosse Tête，[ɡʁos tɛt]，當地 /ɡroʊs ˈteɪt/）是美国路易斯安那州下属的一座村镇。根据2010年美国人口普查，该市有人口647人。建置上，属于“village”。